# مارکو تورکو
مارکو تورکو (ایتالیایی: Marco Turco؛ زادهٔ ۲۸ ژوئیهٔ ۱۹۶۰) یک کارگردان اهل ایتالیا است. وی از سال ۱۹۹۲ میلادی تاکنون مشغول فعالیت بوده‌است.